# Историја Босне и Херцеговине
Историја Босне и Херцеговине обухвата општу историју државног подручја данашње Босне и Херцеговине. У ширем смислу, појам укључује цјелокупну прошлост њених главних историјских области: Босне и Херцеговине, као и прошлост осталих области које су током старије или новије историје постојале у оквирима данашњих државних граница БиХ, са нагласком на историји ранијих држава или покрајина чији су називи укључивали појмове Босна или Херцеговина. Према традиционалној подјели на велике историјске епохе, цјелокупна прошлост државног подручја данашње БиХ може се подјелити на пет периода: праисторијски, старовјековни, средњовјековни, нововјековни и сваремени.

## Праисторија
Најстарија праисторијска налазишта у Босни потичу из млађег каменог доба. То су Бутмир код Сарајева, Доњи Клакар код Брода и Краљевине код Новог Шехера. Од њих је највише проучен Бутмир, које је свјетски познато налазиште. Насеља чисто бронзаног типа у Босни нема; сва насеља с тим материјалом су дуготрајна, одржавају се кроз више вијекова и периода, а у њима је бронзано доба само етапа. Од таквих позната су насеља у околини Сарајева, посебно на Дебелом Брду, која делимично обухватају раздобље од каменог доба, па све до римских времена, затим Варвара у прозорском срезу и Цунгар код Цазина. У тај низ долази и врло важно сојеничарско или накољско насеље код Рипча, у бихаћком крају, и богато, исто тако сојеничарско, насеље у Доњој Долини, код Градишке, једно од досад најбогатијих на цијелом Балкану. Халштатски период у предисторији БиХ заступљен је ванредно богатим налазиштима на Гласинцу, у подножју Романије, гдје је огроман број хумки (око 5.000) пун оружја, накита, прибора и свакојаког другог материјала. Нешто млађа од Гласинца је некропола равних гробова у Санском Мосту. Некропола у Језеринама код Бихаћа у највећој мјери припада латенском периоду, а чисто латенска је она у Рибићима.

## Стари вијек
За најстарије становништво Босне сматрају се Трачани, а послије њих Илири, који су имали више племена. Прве везе тих племена са свијетом почињу преко грчких колониста са далматинских острва и из Дирахијума (Драча) и Аполоније (Појана) из Албаније. У 4. вијеку прије н. е. основана је на Неретви већа грчка колонија, Нарона, која је постојала неколико вијекова и вршила велики утицај на своје залеђе. Средином 4. вијека продрли су Келти у земље око Саве и у унутрашњост Босне и остали су ту дуже у неким областима. Утицај Келта је приметан код илирског племена Јапода у Босанској Крајини, око Бихаћа.
Као историјски чинилац јављају се илирска племена и њихова држава тек око 230. п. н. е. У то време, ради гусарења својих приморских саплеменика, дошли су у сукоб с Римљанима. Из сукоба су се развили ратови и постепено римско освајање унутрашњости Балкана. Око 168. п. н. е. цијела илирска држава (називала се »краљевина«), бар што се тиче приступачних приморских предела, била је под врховном влашћу Римљана. Али, Римљанима је био потребан читав један и по вијек да потпуно покоре земљу, која је упорно бранила своју слободу. Посљедњи велики илирски устанак савладан је тек 6-9. нове ере. Послије тога, годинама је трајао мир. Својом познатом административном способношћу Римљани су уредили земљу након чега почиње процес романизације становништва. Романизација је била интензивнија у Приморју и дуж река Саве и Неретве, као и дуж путева, него у теже приступачној и опасној унутрашњости. Процес романизације био је већ толико узео маха, нарочито преко војске, да од 3. вијека Илири сарађују у пословима царства, дају своје војне заповједнике, од којих неки чак постају римски цареви. То је вријеме, које Момзен назива »илиризацијом римске војске и управе«. При дефинитивној подјели Римског царства, 395, провинција Далмација је потпала под западну сферу утицаја. У провинцији Далмацији, чија је граница на истоку ишла до Рудника и до долине горње Дрине, налазила се и читава Босна. Још пре пропасти Западног царства (476.) Босну су освојили Готи, али су је напустили тридесетих година 6. вијека. Од тада је Босна дуго времена била под Византијом.

## Средњи вијек
Средњовјековна историја данашњег државног подручја БиХ обухвата историју разних средњовјековних области, као што су Босна, Травунија, Захумље, Доњи Краји, Усора, Соли и друге.

### Рани средњи вијек
Босна се помиње први пут средином 10. вијека у спису О управљању царством византијског цара Константина Порфирогенита (χωρίον Βόσωνα – хорион Босона) и то као дио Србије. Порфирогенит је дефинише као област око горњег и средњег тога ријеке Босне. Од насељених мјеста „у земљи Босни“ наводе се Катера (вјероватно Которац код Сарајева) и Десник (непозната локација). На подручју данашње Босне и Херцеговине код Порфирогенита се помињу још и град Соли (Σαληνέσ - Салинес) области Травунија, Захумље и Паганија и жупе пљевска (Πλέβα - Плева), имотска (Εμοτα - Емота) и ливањска (Χλεβίανα - Хлевијана). Босна се помиње и у Љетопису попа Дукљанина, такође као саставни дио Србије. Према љетописцу, Србија (Surbia), звана још и Загорје (Transmontana), била је подијељена током ријеке Дрине на два дијела: на Босну и Рашку. Босна је захватала простор од Дрине до јадранског залеђа. Укратко речено, Босна је у вријеме када се први пут помиње у историјским изворима била само географски појам.
Средином 7. вијека Босна је углавном била насељена словенским елементом. Порфирогенит у поменутом спису пише да су Босну населили Срби. Организација Јужних Словена била је племенска и демократска. Од 9. вијека, усљед опасности од страних завојевача, уређене су јаче државне заједнице; на истоку код Срба према Бугарима, а на западу код Хрвата према Францима. Босна је задуго била подијељена у више неповезаних жупа, које су подлијегале час једној час другој страни. У 9. вијеку, завршен је у њој и процес покрштавања, којем су се најдуже одупирала гусарска племена око Неретве, Неретљани.
Послије погибије српског кнеза Часлава у сукобу са Угрима (Мађарима), дошло је до осамостаљивања Босне. Њена самосталност је изгледа била кратког вијека, јер ју је недуго потом освојио хрватски краљ Михаило Крешимир. Крајем 10. вијека бугарски цар Самуило је на походу на Далмацију прешао преко Босне. Када је византијски цар Василије II Бугароубица покорио остатке Самуилове државе, Византијско царство је стекло превласт над читавим Балканским полуострвом. Врховну власт Византије је признавао и босански бан. Међутим, та власт је била више номинална него стварна. Византијски цар је око 1040. морао да издвоји велике количине сребра и злата за босанског бана, рашког жупана и захумског кнеза како би их придобио за гушење устанка дукљанског кнеза Војислава. Дукља је у 11. вијеку била средиште српског отпора византијској превласти. За вријеме краља Бодина Дукља је под својом влашћу објединила сусједне српске области Травунију, Захумље, Рашку и Босну. Између 1081. и 1088. краљ Бодин је за кнеза Босне поставио Стефана.
Послије смрти краља Бодина 1101, Дукља је утонула у унутрашње борбе између чланова краљевских породица. Рашка је потпала под утицај Византије, а Босна Угарске. Наиме, крајем 11. вијека угарска власт се стабилизовала у Срему, а почетком 12. се проширила на Хрватску (1102) и романске градове у Далмацији (1107—1110). Тако је Босна окружена са сјевера и запада моћним сусједом. Од 1138. угарски краљеви су се у својим повељама титулисали и као господари Босне. Краљ Бела II (1131–1141) је на сабору у Острогону вјероватно 1139. свом малољетном сину Ладиславу дао „херцештво (војводство) босанско“ (bosnensem ducatum). Међутим, у Босни су у то вријеме стварно владали домаћи банови, који су признавали врховну власт мађарског краља. У то вријеме је ради заједничке борбе против Византије дошло је до зближавања Срба и Угра и склапања породичних веза између владајућих породица.

### Доба првих банова
Први познати босански бан био је угарски вазал Борић (1150—1163). Његово поријекло је спорно. Према једном извору, потицао је из Славоније, а према другом из Захумља. Имао је посједе у Славонији. Није искључено да га је на положај босанског бана довео угарски палатин Белош. Учествовао је у угарско-византијском рату око Браничева 1154. Настрадао је као жртва династичких сукоба у Угарској. Наиме, послије смрти краља Гејзе II, између Гејзине браће Ладислава и Стефана IV с једне, и Гејзиног сина Стефана III с друге стране избио је сукоб око пријестола. Бан Борић је подржавао византијског штићеника Стефана IV, за чије краткотрајне владавине 1163. је награђен високим мјестом међу угарским великодостојницима. Међутим, током исте године Гејзин син Стефан III је збацио са пријестола свога стрица Стефана IV. Тада је настрадао и бан Борић.
Босна је тада за кратко вријеме дошла поново под врховну власт Византије. Наиме, у новом византијско-угарском рату, Византија је изашла као побједник овладавши 1166. Далмацијом знатним дијелом Хрватске, Сремом и Босном. Византијски цар Манојло I Комнин се у једној титули називао царем „Далмације, Угарске, Босне, Хрватске“ (Δαλματικος, Ουγγρικος, Βοσεντικος, Χροβατικος) итд. Међутим, послије смрти цара Манојла рашки велики жупан Стефан Немања се ослободио превласти Византије. Тиме су уједно прекинуте и политичке и културне везе између Босне и Византије. Уклањање византијске превласти из западног Балкана имало је за посљедицу јачање притиска Угарске на српске земље, па и Босну. Угарски краљеви су се руководили тежњом да укључе Босну у састав Угарске. Стога је историја Босне у 13. веку обиљежена борбом босанских банова за самосталност.
Босански бан Кулин (1180—1204) био је у почетку византијски вазал. Стицајем околности насталих послије смрти цара Манојла I постао је угарски вазал. Наиме, Угарска је већ 1181. васпоставила власт над Хрватском, Далмацијом и Сремом. Године 1183. Угри и Срби Рашани су заузели Браничево и продрли све до Софије. Чини се да им се у борби против византијске превласти прикључио и босански бан Кулин. На то указује ктиторски натпис цркве код Високог. Овдје се наводи да је бан Кулин сазидао цркву „када је пљенио Кучевско Загорје“, под којим се највјероватније подразумијева Кучево у сјевероисточној Србији. До краја 12. века Босна је понова потпала под врховну власт Угарске. Септембра 1199. најстарији син Стефана Немање Вукан „краљ Дукље и Далмације“ извјестио је папу Инокентија III да се „у земљи Краљевине Угарске, тј. Босни“ (in terra regis Ungariae, videlicet Bossina) раширила јерес.
Иначе мирна владавина бана Кулина запамћена је као доба сређености и благостања. Кулин је оптуживан да је штитио богумиле, па чак и да је и сам прешао у њихову вјеру, али се јавним одрицањем ослободио неприлика. Према речима Вукана Немањића, „сам Бан Кулин, заведен са својом супругом и сестром, која је била (супруга) преминулог Мирослава (жупана) Хумског и многим својим сродницима увео у исту јерес више од десет хиљада хришћана“. Насљедници бана Кулина, који нису имали његову владарску вјештину, имали су због тога велике проблеме с папинском куријом и Мађарима, јер су допуштали народној цркви несметан развој.
Бан Матеј Нинослав (1233—1250) је чак одолио једном опасном крсташком рату против њега и његове земље. Једва је остао на власти и то помоћу изјава оданости римској цркви.

### Епоха Котроманића
Послије његове смрти Босну су освојили Мађари и подијелили је на више области. У ужој Босни, тј. у области око извора ријеке Босне, остао је на власти Нинославов рођак, бан Пријезда, који се сматра оснивачем династије Котроманића. У источној Босни, у области Соли и Усоре, владао је од 1284. српски краљ Драгутин, иначе мађарски зет. Његова кћи Јелисавета удала се 1284. за Пријездиног сина Стефана I Котроманића. На основу те брачне везе, Твртко је претендовао да наслиједи цјелокупно српско краљевство.
За вријеме борби за пријесто у Мађарској, пошто је Арпадова династија изумрла, долази до великог утицаја хрватско-далматинске породице Шубића, која се залагала за то да Карло Роберт сједне на пријесто Угарске. Глава те породице, кнез Павле Шубић, добио је 1299. извесне дијелове Босне, а послије, освајајући нове области Босне и потискујући Стефана I, и читаву његову област (1305). У Босни је тада на власти био бан његов син Младен Шубић (1305—1322). Али он није знао да одржи очеве тековине. Безобзиран и насртљив, он је окренуо против себе велики дио сусједа и поданика, а дошао је у сукоб и са српским краљем Милутином и с мађарским краљем Карлом. У борби с овим другим он је изгубио власт, уклоњен је са свог управног подручја и одведен је у Хрватску. Као помагач мађарског краља против Шубића истакао се Стефан II Котроманић, који је неколико година прије тога био враћен на очев пријесто као Младенов клетвеник. Стефан II је био опрезан, али активан владалац. Обично је користио несреће и метеже других да ојача своју власт. Падом Шубића он се окористио на западу своје државе узимањем дијелова Завршја. Кад су послије смрти краља Милутина настале у Србији борбе за власт, он је заузео Хум (1322—1326), и тиме се замјерио Немањићима. Цар Душан му то никада није могао опростити и четврт вијека касније (1350), предузео је војни поход на Босну, да поврати изгубљене територије.
После смрти краља Драгутина и пораза његовог сина Владислава у Србији и на Руднику (око 1324), Стефан је ставио под своју власт и Соли и Усору. Нови мађарски краљ, Лудвиг Велики, указивао му је велику почаст и узео је његову кћер Јелисавету за жену (1353). Стефан II је ојачао Босну, ујединио је од Дрине до Цетине и Врбаса, дао јој излаз на море и тако снажну и угледну оставио ју је 1353. свом насљеднику Твртку I.
Твртко је био најславнији владар Босне, а по мајчиној линији био је Немањић. Његов прадједа био је српски краљ Драгутин. Твртко је на пријесто дошао млад, са петнаестак година. Имао је много неприлика првих година с Мађарима, који су му узели западни Хум као мираз уз Јелисавету (1357), и касније с побуњеном властелом у земљи, с којом је био и његов брат Вук (1366—1367). Када је Твртко, помоћу Мађара, угушио ту буну, почео је да сређује односе у земљи, а 1374. је, у савезу с кнезом Лазаром, побједио Николу Алтомановића и добио његове области - Подриње и дијелове Рашке. У Милешеви, на гробу Св. Саве, Твртко се крунисао 1377. за краља Срба и Босне: „По милости Божјој краљ Србљем, Босни, Поморју и Западним странама“. Од тог времена Твртко је преузео име/титулу Стефан и није је се одрекао до краја живота.
Касније, 1378—1385, Твртко је своју власт проширио у требињској области, Конавлима и северној Зети. Искористио је борбе у Мађарској, до којих је дошло после смрти краља Лајоша I (1382), и добио је од његових насљедника Котор. Послије је отворено помагао буну хрватских великаша против Мађарске, и с кнезом Лазаром био савезник напуљске династије. Кнезу Лазару је помогао и на Косову (1389). Пред крај живота, 1388—1390, Твртко је настојао задобити под своју власт Далмацију, у чему је и успио. 1. август 1390. забележена је први пут његова поносна титула: »Краљ Рашке, Босне, Далмације, Хрватске и Приморја«. Али, усред тих успјеха, он изненада умире око 17. март 1391, оставивши као и цар Душан, недовршено своје велико дјело. Његови насљедници губе Тврткове тековине, долазе у зависност час од Турака, час од Мађара, и постају понекад оруђе своје ојачале властеле (Хрвоје Вукчић, Сандаљ Хранић, Павле Раденовић и др.).

### Пропаст и турска најезда
Синовац Твртков, Дабиша, владао је врло кратко (1391—1395), и оставио је владу у насљедство својој слабој краљици Јелени. Један јак упад Турака у Босну, 1398, натјерао је великаше, да на управу земље доведу неког с више ауторитета. Тако је дошао за краља Стефан Остоја. Од 1404. он је добио као краљевског противкандидата Твртка II Твртковића. — Босна је отада била често поприште грађанских борби. Ни наочиглед опасности од турске најезде, себични и кратковидни људи нису могли да обуздају своје страсти и прохтјеве. Два краља у Босни у исто вријеме јављају се више пута. Послије Остојине смрти (1418) јавља се као краљ његов син Стефан Остојић (1421), за владе Твртка II. Неколико година касније, против истог Твртка, диже се 1432. други син Остојин Радивој.
За вријеме тих борби Срби су од Мађара добили Сребреницу (1412), Дубровчани су откупили Конавле (1419, 1427), а што је најгоре, Турци су ушли у земљу и учврстили се у градовима Ходидједу и Врхбосни. Краљ Стефан Томаш (1443. до 1461), који је од свих насљедника Тврткових имао понајвише државничког, могао је само с болом гледати неминовно срљање у пропаст. Домаћа властела држала је дјелимично отворено страну Турака и позивала их је у своја разрачунавања као помагаче и судије, католичка оштра гоњења гурала су богумиле у противнике државног поретка, Мађарска помоћ могла се добити само уз скупе уступке на рачун државне самосталности и цјелине. Краљ Томаш покушао је да женидбом свог сина Стефана с Јелачом, кћери и насљедницом деспота Лазара, уједини Босну и Србију за заједнички отпор Турцима, али је тај покушај, иако изведен, дошао касно. Он је само убрзао катастрофу Србије (1459), а домало довео и султана против Босне. Неславно, без иједне борбе, Босна је пала 1463. Нешто дуже држала се Херцеговина, али су и ту саблазне сцене борбе између оца и сина подривале снагу отпора. 1482. дошла је најпослије и она — под турску власт. Мађари су покушавали у више прилика, да преотму Босну од Турака. Они су дали и једног новог краља, Николу Ујлаку-а (Илочког) (1471—1477), предузели су и један успјешан поход до Сарајева, у ком се нарочито одликовао деспот Вук (Змај Огњени Вук) (1480), али то није могло измијенити неминовни развој догађаја. Турци су продирали стално. Сребреничка бановина пала је 1512, Београд 1521, и најпослије дуго и упорно брањено босанско Јајце 1528, и Турци су постали неоспорни господари Балкана.
Добар дио босанског племства био је отприје у везама с Турцима. Један дио био је чак на њиховој страни у борби против католика и Мађара. Стога је он доста лако прешао на ислам (Хранушић, Херцеговић, Боровинић, Бранковић, Вранешевић итд.). Неки су то чинили да очувају повлашћени положај, неки из личних мотива. — Турци су увели у земљу своје аграрне уредбе и спахијски систем, који су се доста брзо осјећали као велики притисак на радни народ. Вјерска гоњења јавила су се доста брзо и била су често врло сурова. Данак у крви био је страшан. Ради тога мржња хришћана против турске власти бивала је све већа и били су спремни на сваку политичку комбинацију против Турака. Чак и православне владике, као Св. Василије Острошки, нису се устручавали ући у везе с Римом, само да би се ослободили турскога јарма.
У средњовековној Босни је постојала општа свест, барем међу племићима, да су са Србијом делили заједничку државу и да припадају истој етничкој групи. Та свест се временом смањивала због разлика у политичком и друштвеном развоју, али задржала се у Херцеговини и деловима Босне који су били део Србије.

## Рани нови вијек
Напади на Босну вршени су углавном из Скопског крајишта (основаног још 1392) које је надзирало све околне вазалне области. Напади су ишли преко Звечана који је заузет 1396. Нападе су водили уџбегови ("бегови крајишници") Исхак-бег и његов син Иса-бег Исхаковић. Овај други 1448. (по другима тек 1455) осваја тврђаву Ходиђед и трговиште Сарај-оваси ("Сарајско поље") под њим, у жупи Врхбосна, и ту успоставља свој хас али сам никада није постао намесник вилајета Врхбосна. Од 1457. он почиње да подиже своје чувене задужбине у Сарајеву.
Босански санџак настаје 1463. након погубљења Стефана Томашевића а за седиште му је узет нови град Сарајево. Обухватао је територије заузете од босанског краља, Павловића и Ковачевића, до тада освојени део Херцеговине и раније вилајете у Рашкој који су били хас Исхак-бега (каснији Новопазарски санџак). Обим му је смањен исте године у противофанзиви краља Матије Корвина. Овде је испрва примењен систем субашлука а касније су основане нахије са сераскерима. Да би смирили незадовољство које је код ситних племића који су прихватили турску власт произвео губитак многих феудалних права, али и осећајући се несигурни од Угара на свом новом поседу, Турци од 1465. до 1476. обнављају Босанску краљевину у северном делу Босанског санџака као коридор према Јајачкој бановини. Ова невелика формација обухватала је област око 6 градова северно од Лашве. На чело јој је постављен Матија (Радивојев) Котроманић, ренегат ожењен Туркињом из Стамбола, са резиденцијом у Врандуку. У овој области није било двовлашћа нити су ту деловале икакве турске власти. Како Матија није могао задовољити босанске властелинчиће он је свргнут негде пре 1471. и замењен Матијом Сабанчићем, племићем из Врхбосне. 1476. на место босанског краља постављен је Матија Војсалић који је имао намеру да га признају и Угари па су му из тог разлога градове опсели Турци. Избавио га је угарски краљ али то уједно би и то крај босанског краљевства.
1470. основан је Херцеговачки санџак који је проширен на рачун Босанског. Седиште му је у Фочи. Оба санџака потпадају под румелијског беглербега.
После освајања Хусрев-бега основан је 1537. и Клишки санџак. Офанзивна улога Босанског санџака тада је додатно наглашена премештањем седишта у Бању Луку 1553. где је остало до 1663.
1579. основан је Карловац са намером да се спрече упади у Крањску и даље. Као одговор на ово, али и у жељи да се појача експлоатација поданика 1580. створен је Босански ејалет (тј. пашалук). Први беглербег му је Ферхат Соколовић. Основан је издвајањем Босанског, Херцеговачког, Клишког, Крчког и Пакрачког санџака из Румелијског а Зворничког и Пожешког из Будимског беглербеглука. Након оснивања ејалета Босна постаје његова средишња област и матица.

### Устанци
Устанци у Босни и Херцеговини били су врло чести. Од њих је најважнији устанак војводе Грдана, с краја 16. вијека, у вези са акцијом папе Клемента VIII, који је хтио да покрене ширу борбу за ослобођење балканских хришћана.
Пред крај 17. вијека хришћани Херцеговине придружили су се, у великом броју, млетачкој војсци, која је ратовала против Турака. Принц Еуген Савојски је1697. у смјелом налету продро до Сарајева, опљачкао га је и одвео са собом велики број људи, дијелом као робље (муслимане), а дијелом као присилне колонисте (православне). Спомен о том походу, усљед тога, није остао много славан.

### Опадање османске моћи
У 18. вијеку Босна и Херцеговина је постала периферна област Османског царства. Муслимански редови збијају се и постају гушћи, јер се у земљу повлаче потиснути муслимани из Славоније и Далмације. Између 1718. и 1739. године, северним деловима Босне уз реку Саву владају Аустријанци. Ово подручје под аустријском управом је у литератури познато као Северна Босна или Краљевина Босна. Доказ порасле муслиманске снаге показује донекле њихова побједа над Аустријанцима код Бање Луке 1739. Али 18. и 19. вијек су били време наглог опадања моћи турске царевине. Посрнулост средишта повлачила је за собом и опадање покрајина. У Босни је почела обијест појединих везира, која се одликовала корупцијом и бруталношћу. 1777. је објављено право насљедства за спахилуке. Босански бегови видели су опадање моћи и кривицу за то приписивали су новим реформама, које тобоже нису у муслиманском духу, и Османлијама »Туркушама«, као да су они носиоци покварености. Стога су од 19. вијека почеле честе борбе босанског беговата за локалну аутономију, за чување старог реда и за искључење Туркуша из службе у Босни и Херцеговини. Од тих покрета најзнаменитији је Хусеин-бега Градашчевића, »Змаја од Босне«, капетана града Градачца, 1831. У вези са Шкодра-пашом Бушатлијом он је кренуо против султанове војске и постигао је успјехе. Али невјешт и надут, није знао да се одржи, и кад је 1832. на њега кренула нова царска војска, потпомогнута од херцеговачких бегова, Хусеин је био потучен и морао је да бежи из Босне. Потпуни слом упорног и конзервативног босанског беговата довршио је Омер-паша 1851—1852.

### Невесињска пушка
Од друге половине 19 вијека учестали су устанци раје у Босни и Херцеговини. Разлога је за то било више: аграрни притисак, који је од облигатног увођења кметовске трећине, од 1848, бивао све тежи, несавесно прикупљани и веома повишени порези, непосредни примери ослобођења Србије и борба Црне Горе. У борбама беговата с Туркушама рају су позивале обе стране, давале јој оружје и тиме подизале њено самоуверење. Поред тога, било је и националне агитације. Невесињска пушка из 1852. и 1857. покренуо је несумњиво црногорски кнез Данило. Затим је 1858. избила Протина буна у Обудовцу. Устанак Луке Вукаловића 1861. у вези је с националном пропагандом омладине и револуционарним плановима Италијана и Мађара. Последњи велики народни устанак из 1875. увео је у рат против Турака Србију и Црну Гору, а замало и Русију с Румунијом. Тај велики рат је завршен Берлинским Конгресом 1878, који је дао Аустроугарској мандат да окупира Босну и Херцеговину. Аустроугарска војска је на основу тог мандата ушла у Босну, али тек пошто је претрпела велике губитке у људству, нарочито код Добоја и Сарајева, где јој је отпор пружио Хаџи Лојо.

### Окупација и анексија
Аустријска управа у Босни трајала је 40 година, 1878—1918. Да сузбије српску националну свијест, она је с планом развијала »босански« патриотизам и његовала култ босанске прошлости. Систематски је сијала мржњу између народа, да их, завађене, лакше изиграва и онемогући за заједничке акције. 7/10 1908. проглашена је анексија Босне Аустроугарској. То је изазвало протесте православних и муслимана у Босни, о чијој се судбини рјешавало без њиховог сарађивања. У Србији је узбуђење ради тог акта довело до ратне опасности, у осталој Европи, осим Њемачке, до опште осуде.
1910. Босна и Херцеговина добиле су устав и свој сабор, подијељен по конфесијама. У страху од Срба, власт је предузимала често бруталне мјере против српских друштава, чак и најневинијих (1913, за вријеме скадарске кризе, био је обустављен рад у свим друштвима, а нека су била потпуно забрањена) и против српске штампе. 1914. спремани су велики војнички маневри у Босни и Херцеговини. На сам Видовдан, приређивач тих маневра, аустроугарски престолонасљедник Франц Фердинанд са супругом, демонстративно је приредио вожњу кроз сарајевске улице; том приликом су обоје погинули од револверских хитаца омладинца Гаврила Принципа. То је дало повод за велики Свјетски Рат. У њему је православни елеменат Босне и Херцеговине трпио страховите прогоне и страдања. 3/11 1918. престала је аустријска управа у земљи, а власт је преузело Народно Вијеће.

## Савремено доба
Савремено доба у историји БиХ може се поделити на пет периода: први обухвата историју БиХ у вријеме Краљевине СХС/Југославије (1918-1941), други се односи на историју БиХ за вријеме Другог светског рата (1941-1945), трећи обухвата период постојања НР/СР БиХ у саставу ФНРЈ/СФРЈ (1945-1992), четврти се односи на период Рата у БиХ (1992-1995), а пери на вријеме након склапања Дејтонског мировног споразума (1995).